# Flik 20
A Flik 20 (magyarul: 20. repülőszázad) az osztrák-magyar légierő egyik repülőszázada volt.

## Története
A 20. századot 1916-ban hozták létre, és nyomban az orosz-frontra küldték. Itt Wladimir-Volinskij községnél állomásoztak Czapáry Jenő százados parancsnoksága alatt. A század pilótái több ízben csaptak össze a frontvonalak fölött az ellenséges Farman, és Nieuport típusú repülőgépekkel. Az ilyen harcok egyik kiemelkedő katonája volt Kurt Nachod is, aki öt győzelmét mind az orosz front fölött aratta.
A háború (amely a repülőgépállomány szinte teljes elveszítésével járt) után, a békeszerződések következtében a légierő mint fegyvernem megszűnt a Monarchia területén, ennek következtében az összes repülőszázadot feloszlatták. 

### Ászpilóták
| Név         | A században szerzett győzelem |
| ----------- | ----------------------------- |
| Kurt Nachod | 5                             |

### Repülőgépek
A század pilótái a következő típusokat repülték: 
- Knoller-Albatros B.I
- Hansa-Brandenburg C.I

## Lásd még
- Első világháború
- Császári és Királyi Légierő